# Шипулін Антон Володимирович
Антон Володимирович Шипулін (рос. Антон Владимирович Шипулин, 21 серпня 1987) — російський біатлоніст, чотириразовий призер Чемпіонатів світу з біатлону.
Бронзову олімпійську медаль Шипулін виборов разом із товаришами зі збірної Росії на Олімпіаді у Ванкувері. Він брав участь у всіх гонках Олімпіади, й до естафети відчував сильну втому. Це, мабуть, стало причиною того, що на третьому колі свого етапу він різко втратив швидкість, що завадило збірній Росії поборотися за медалі вищої вартості. Пізніше був дискваліфікований за порушення антидопінгових правил і позбавлений бронзової медалі.
Сезон 2009/2010 Шипулін завершив на 23 місці в загальному заліку Кубка світу, маючи найкращу точність стрільби в російській команді. Це був тільки другий сезон молодого спортсмена в Кубку світу. На його рахунку станом на травень 2010 два естафетні подіуми — перше і третє місце.
Антон Шипулін молодший брат олімпійської чемпіонки Анастасії Кузьміної.
13 грудня 2018 року спортивний коментатор Дмитро Губернієв заявив, що в розташування збірної РФ з біатлону прийшла австрійська поліція. Він опублікував список спортсменів, тренерів, лікарів і масажистів, яким пред'явили звинувачення в порушенні антидопінгових правил на чемпіонаті світу в Гохфільцені в 2017 році. У цей список потрапив Шипулін. 52-й чемпіонат світу з біатлону проходив у австрійському Гохфільцені з 8 по 19 лютого 2017 року. Шипулін у складі збірної РФ завойював золото в естафеті 4 x 7,5 км та бронзу у змішаній естафеті 2 x 6 км + 2 x 7,5 км.
Через 12 днів 25 грудня 2018 року оголосив про завершення кар'єри мотивуючи це недопуском його до участі в Олімпійських ігор, які відбулись з 9 по 25  лютого 2018 року в місті Пхьончхан, Південна Корея.

## Санкції
23 лютого 2022 року, на тлі вторгнення Росії в Україну, занесений до списку санкцій Євросоюзу, оскільки "підтримував і проводив дії та політику, які підривають територіальну цілісність, суверенітет і незалежність України, які ще більше дестабілізують Україну".
Пізніше, за аналогічними підставами, внесений до санкційних списків США, Великої Британії, Канади, Швейцарії, Австралії, України та Нової Зеландії.